# Jüdischer Friedhof (Lollar)

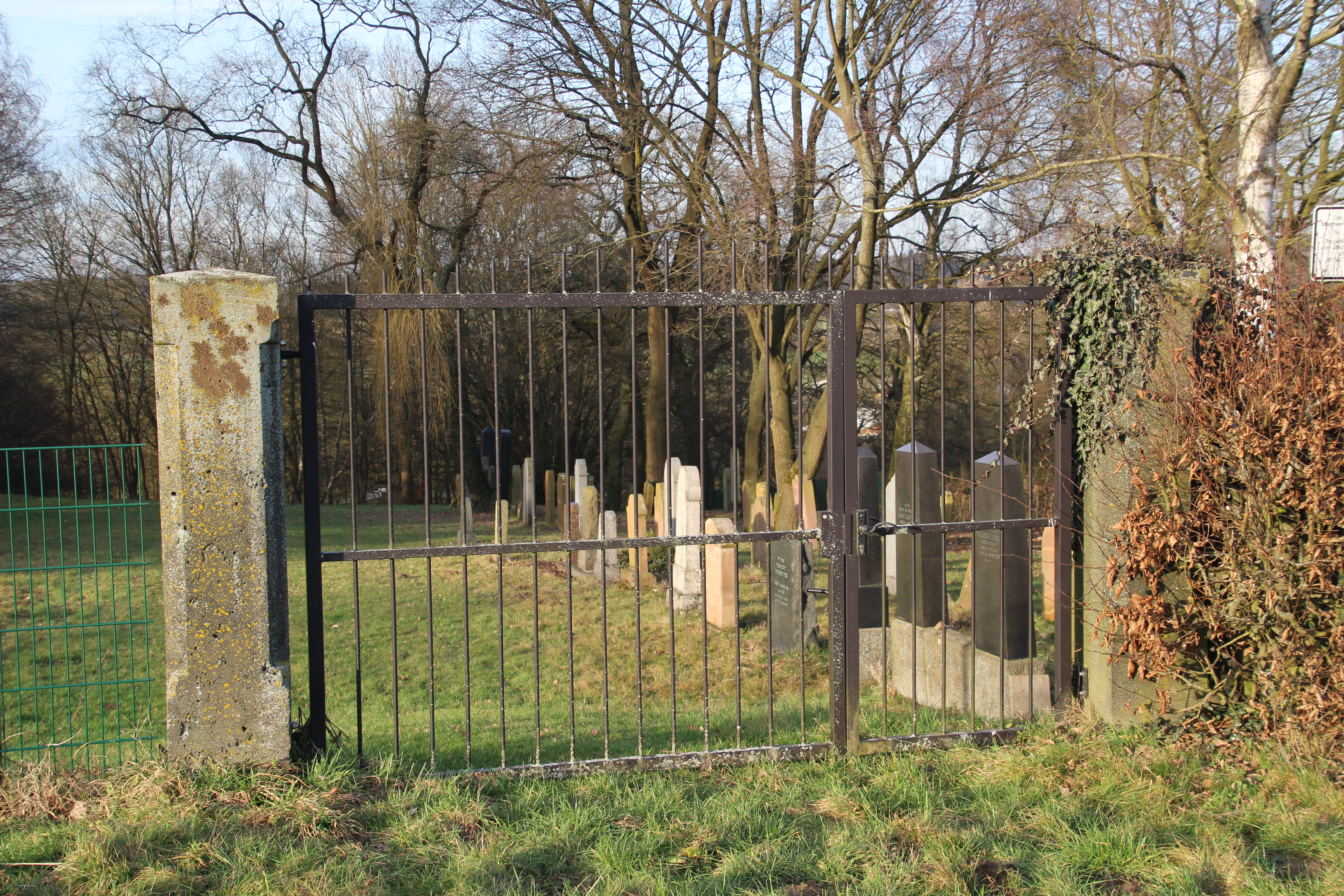
Eingang zum jüdischen Friedhof in Lollar

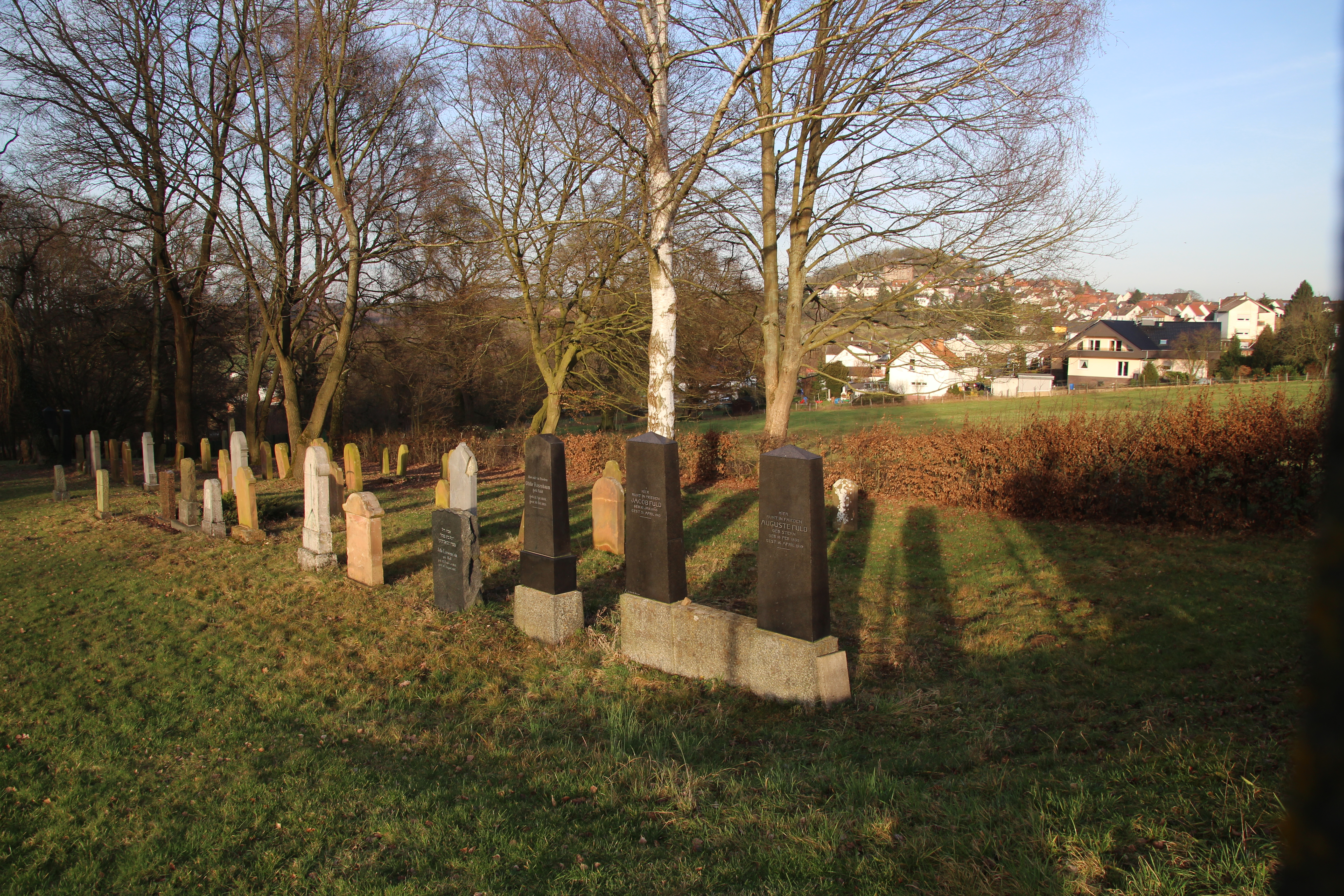
Ansicht

Der Jüdische Friedhof in Lollar, einer Stadt im Landkreis Gießen in Hessen, wurde in den 1840er Jahren angelegt. Der jüdische Friedhof im Nordosten von Lollar ist ein geschütztes Kulturdenkmal.
Auf dem Friedhof wurden auch die jüdischen Bewohner von Daubringen, Mainzlar und Ruttershausen beigesetzt.  